# Калпепер (Виргиния)
Калпепер (Culpeper) — город в округе Калпепер, в штате Виргиния, США. Население по переписи 2010 года составляет 16 379 человек. В городе размещается администрация округа Калпепер.

## История
В 1748 году, после образования округа Калпепер, вирджинская Палата Бюргеров 22 февраля 1759 года проголосовала за основание города Фэрфакс, в честь Томаса Фэрфакса, 6-го лорда Фэрфакс оф Кэмерон, владельца крупного имения к северу от реки Раппаханок.
Первоначально город состоял из десяти кварталов, которые в настоящее время представляют собой старый город Калпепера. В 1795 году в городе появилась почта с названием Калпепер Корт Хаус, однако на картах он обозначался, как Фэрфакс. Долгое время существовала путаница ввиду различия официального и почтового названия, а также из-за существования города Фэрфакс Корт Хаус и Фэрфакс-Стейшен в округе Фэрфакс. Проблема была решена в 1869 году, когда Вирджинская палата представителей официально переименовала город в Калпепер.
Во время войны за независимость в городе был сформирован отряд ополчения, который размещался на поле Клэйтонс-Олд-Филд, сейчас Йоуэлл-Мидоу-Парк.
В первой половине XIX века в городе жил Эмброуз Поуэлл Хилл (1785—1858), мировой судья, шериф и легислатор округа. В его честь был назван родившийся 9 ноября 1825 года Эмброуз Поуэлл Хилл, в будущем — генерал армии Конфедерации в годы гражданской войны. Семья Хиллов жила в большом кирпичном доме, существующим до сих пор на углу Мэин-стрит и Дэвис-стрит.

## Демография
- Городской кинотеатр
- Пресвитерианская церковь
- Почта
- Национальное кладбище